# Yukako Kawai
Yukako Kawai (川井 友香子, Kawai Yukako), née le 27 août 1997 à Tsubata, est une lutteuse japonaise dans la catégorie poids moyens. Elle est championne olympique en 2020, succédant ainsi à sa sœur Risako Kawai de deux ans son ainée.

## Biographie
En 2017, elle a participé à l'épreuve des 63 kg aux Championnats du monde de lutte 2017 à Paris, en France, sans remporter de médaille en étant éliminée de la compétition lors de son second match face à la colombienne Jackeline Rentería de Colombie. 

En 2018, elle remporte une médaille d'argent aux mondiaux de 2018 avec une finale face à la bulgare Taybe Yusein. L'année suivante, elle se contentera du bronze.
En 2020, elle a remporté la médaille d'or dans l'épreuve des 62 kg aux Championnats d'Asie de lutte 2020 qui se sont déroulés à New Delhi, en Inde avec une victoire finale face à Ayaulym Kassymova. En 2021, c'est face à cette même kazakhe qu'elle remporte la médaille d'or aux Jeux olympiques de Tokyo

## Palmarès

### Jeux olympiques
- Jeux olympiques d'été de 2020 à Tokyo :
  -  Médaille d'or en catégorie des moins de 62 kg

### Championnats du monde
- Championnats du monde de lutte 2019 à Noursoultan :
  -  Médaille de bronze en catégorie des moins de 62 kg
- Championnats du monde de lutte 2018 à Budapest :
  -  Médaille d'argent en catégorie des moins de 62 kg